# Vuelta a Castilla
Das Straßenradrennen Vuelta a Castilla (nicht zu verwechseln mit der Vuelta a Castilla y León) war ein spanischer Radsportwettbewerb, der als Etappenrennen für Berufsfahrer veranstaltet wurde.

## Geschichte
Die Vuelta a Castilla wurde 1934 begründet und fand bis 1983 in der Region Kastilien statt. Das erste Rennen 1934 wurde vom Verein Valladolid Ciclo Excursionista organisiert und führte über drei Etappen von Valladolid über Madrid und zurück nach Valladolid. In der ersten Ausgabe betrugen die Siegprämien: 1000 Peseten für den Gesamtersten; 600 für den Zweiten, 450 für den Dritten. Alle anderen Radrennfahrer erhielten für jeden Renntag 10 Peseten Startgeld. Ab 1951 wurde das Rennen international besetzt. 1952 wurden zehn Etappen absolviert. Ángel Arroyo gelangen als einzigem Fahrer zwei Siege. Die Rundfahrt hatte 9 Ausgaben.

## Palmarès
- 1934  Antonio Escuriet
- 1935  Julián Berrendero
- 1936–1950 nicht ausgetragen
- 1951  Bernardo Ruiz
- 1952  Antonio Gelabert
- 1953–1958 nicht ausgetragen
- 1959  Juan Sánchez Camero
- 1960–1978 nicht ausgetragen
- 1979  Ángel Arroyo
- 1980  Ángel Arroyo
- 1981  Alberto Fernández Blanco
- 1982  Marino Lejarreta
- 1983  Pedro Muñoz